# Sint-Bartholomeuskerk (Zandvoorde)

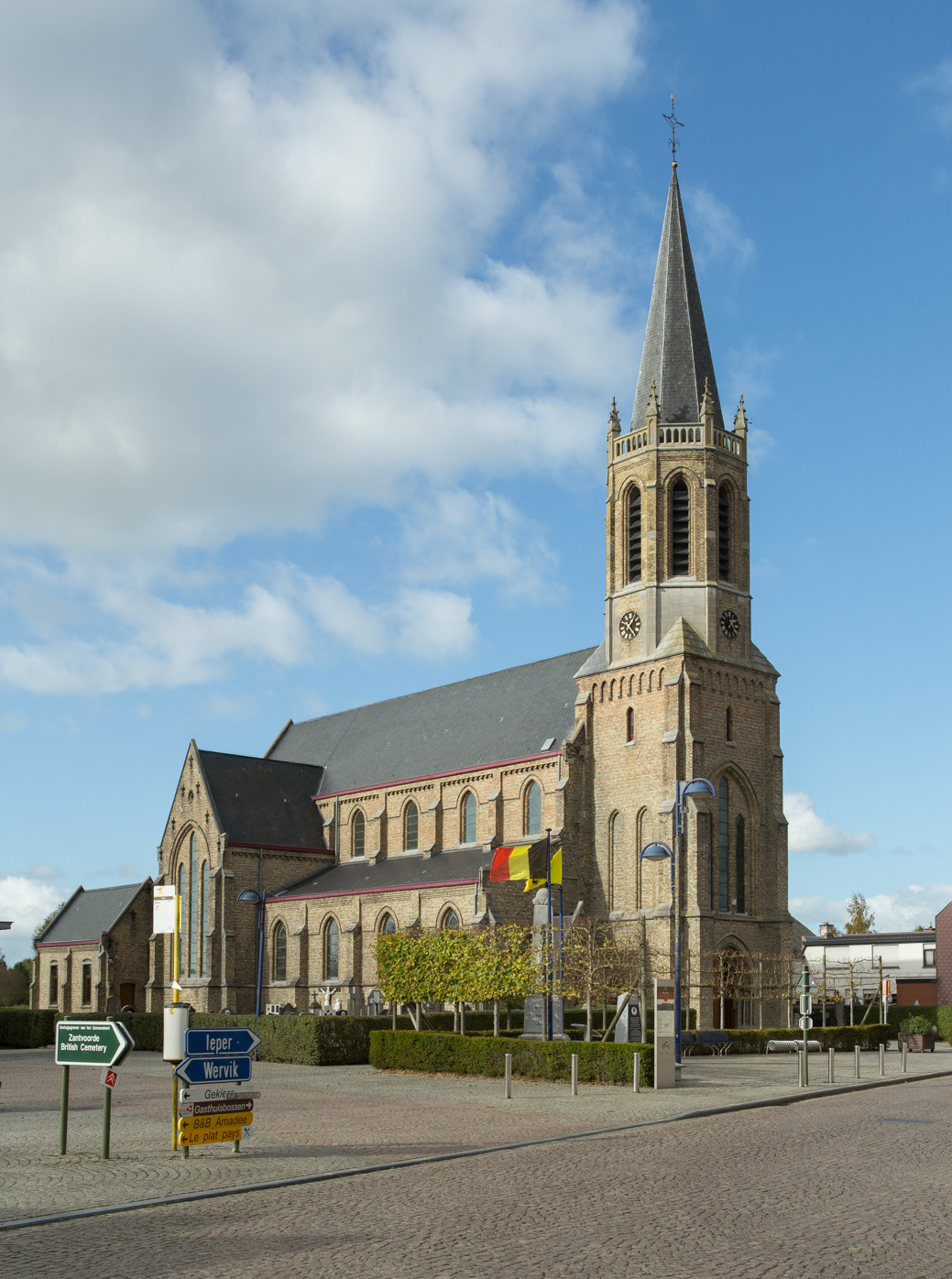
Sint-Bartholomeuskerk

De Sint-Bartholomeuskerk is de parochiekerk van de tot de West-Vlaamse gemeente Zonnebeke behorende plaats Zandvoorde, gelegen aan de Zandvoordeplaats 34.

## Geschiedenis
Van een parochie was al sprake in 1102, toen het patronaatsrecht van de kerk werd toegekend aan de Abdij van Voormezele. Een latere kerk werd einde 17e eeuw gebouwd, en de westtoren daarvan werd mogelijk ingebouwd in de 19e-eeuwse neoclassicistische kerk die daarna ontstond. Tijdens de Eerste Wereldoorlog werd deze kerk geheel vernield. In 1924 werd een nieuwe kerk gebouwd.

## Gebouw
Het betreft een naar het westen gerichte neogotische basilicale kruiskerk met voorgebouwde oosttoren, welke een vierkante basis en een achtkante klokkenverdieping bezit. Het geheel is gebouwd in gele baksteen. Het interieur wordt overkluisd door kruisribgewelven.
De kerk bezit een gepolychromeerd beeld van de Heilige Cornelius van 1665. Voor het overige is het meubilair neogotisch.